# Ana Kariri
Ana Maria Silva Kariri (1972, Esperança), mais conhecida como Ana Kariri é uma líder indígena, artista plástica, multimídia premiada, curadora de arte  poeta, muralista, professora, e escritora brasileira da etnia indígena Kariri-banabuê do Povoado Malacaxeta na Paraíba. Em 2023, recebeu o prêmio Jabuti como coautora na categoria Fomento à leitura, com oferecimento da União Brasileira de Escritores.
Idealizadora e Presidenta do Coletivo Nacional TUXAUA - Rede de Saberes Indígenas e Cultura Popular. Faz parte do Conselho Nacional Indígena YUSITI TEKOÁ PINDÓ. Membra do conselho de Cultura de Duque de Caxias RJ. Faz parte do Fórum Municipal de Intolerância Religiosa de Duque de Caxias - RJ, da comissão de Paz e Intolerância Religiosa de Cotia SP, membra do MUPAI (primeiro museu afro-brasileiro e indígena da Paraíba). Através da arte e poesia de resistência, Ana Kariri fortalece o registro e a memória do seu povo e traz para os espaços da arte a riqueza cultural dos povos indígenas do Nordeste do Brasil.

## Educação e carreira
Graduada em Gestão de Turismo pelo CEDERJ e acadêmica efetiva da ALEGRO (Academia de Letras Guimarães Rosa - MG).

## Prêmios e reconhecimentos
2023:
- Prêmio Jabuti como coautora na categoria Fomento à leitura, oferecido pela União Brasileira de Escritores.[7]
- Título de Doutora Honoris Causa concedido pela FACETEN (Faculdade de Ciências, Educação e Tecnologia do Norte do Brasil) [8]
- Título de Doutora Honoris Causa concedido pela FACTEFERJ (Faculdade de Teologia e Filosofia do Estado do Rio de Janeiro) [9]
- Título de Doutora Honoris Causa concedida pela ASBRAC (Associação Brasileira de Capelania Civil) e OCAA do Brasil (Ordem dos Capelães Afro e Ameríndios do Brasil) 2023.[10]

## Obras
Filmografia: Participação no filme Bye, bye, Amazônia do cineasta Neville d'Almeida
Publicações:
- Coautora do livro Sextilhas Para O Amor, 2023.[12]

- Coautora do álbum biográfico Guerreiras da Ancestralidade, 2023. [13]

- Autora do livro Relatos e Memórias do Povo Kariri da Paraíba, 2024